# Zseleznogorszk-Ilimszkij
Zseleznogorszk-Ilimszkij (oroszul: Железногорск-Илимский) város Kelet-Szibériában, Oroszország Irkutszki területén, a Nyizsnyeilimszki járás székhelye.	
Lakossága: 26 079 fő (a 2010. évi népszámláláskor).

## Fekvése
Az Irkutszki terület központi részén, Irkutszk területi székhelytől légvonalban 480 km-re északra, az Ilim (az Angara mellékfolyója) partjától 16 km-re keletre helyezkedik el. Vasútállomás (neve Korsinyuha-Angarszkaja) a (nyugati) Bajkál–Amur-vasútvonal Bratszk–Uszty-Kut közötti szakaszán. A vasút egy 950 m hosszú alagúton át éri el a várost.
A Léna–Angara-fennsík északi peremén, magaslatokkal körülvett, erdőkkel borított vidéken fekszik. Területe 27 km², tengerszint feletti magassága 430 m. A környék legmagasabb pontja 610 m (tszf).
Távolsága:
- Irkutszktól vasúton 1224 km, országúton 884 km
- (északnyugaton:) Uszty-Ilimszktől vasúton 235 km, országúton 521 km
- (kelet felé:) Uszty-Kuttól vasúton 168 km, országúton 138 km
- (nyugat felé:) Tajsettől vasúton 555 km, országúton 766 km

## Története
A 17. században bizonyos Sesztak Korsunov vasérc lelőhelyet fedezett fel a Zseleznaja hegynél (Vas-hegy). Róla nevezték el az Ilim kis mellékfolyóját, és a folyóról kapta nevét Korsunyiha település, melyet 1948-ban a vasércre alapítottak. A városon át vezető Tajset–Uszty-Kut vasútvonalat (gyakran „nyugati BAM” néven említik), 1946–1951-ben fektették le, az építkezéseken a Gulag kényszermunkásai dolgoztak; a vonalat hivatalosan csak 1958-ban adták át.
A település nevét 1958-ban Zseleznogorszkra változtatták, majd kiegészítették Ilimszkijjel, amikor Zseleznogorszk 1965-ben városi rangot kapott. Ugyanakkor helyezték üzembe az ércdúsító kombinátot, mely azóta is a város gazdasági életének alapja. Egy évvel korábban épült a kombinátot és a kommunális fogyasztókat egyaránt ellátó hőerőmű. 
A vasércet a város szélén, a lakónegyedekhez közel, külszíni fejtéssel bányásszák. A lelőhely készleteit az 1970-es években 330 millió tonnára becsülték. A kombinát építése 1957-ben kezdődött. Az 1970-es években Tajsetben tervezték létrehozni Kelet-Szibéria nagy kohászati központját (acélkohászatot, hengerművet, csőgyárat). Ennek a tervnek első lépéseként építették Zseleznogorszk-Ilimszkij vasércdúsítóját. A terv Tajsetre vonatkozó része nem valósult meg, az ércdúsító termékeit vasúton Novokuznyeck kohászati üzemébe szállították felhasználásra. 
Az 1980-as években a járás más lelőhelyein (Rudnogorszk) is nyitottak bányákat. A 2000-es évek végén a dúsított termékek egy részét Kínába exportálták, a bányák várható kimerülése miatt pedig újabb lelőhelyeket megnyitását tervezték.